# Мадонна с гвоздиками
О картине Леонардо да Винчи см. Мадонна с гвоздикой
Мадонна с гвоздиками (итал. La Madonna dei Garofani) — картина, условно атрибутируемая молодому Рафаэлю Санти, выдающемуся мастеру эпохи Высокого Возрождения в Италии. Относится к раннему, флорентийскому периоду творчества художника (1506—1507). Картина миниатюрна, написана маслом на тисовом дереве (27,9 x 22,4 см). Хранится в Национальной галерее в Лондоне. В иной версии картина создана позднее одним из подражателей или последователей Рафаэля.

## История
«Мадонна с гвоздиками» была известна давно в копиях и воспроизведениях, их сохранилось не менее пятидесяти, не считая гравюр. Однако оригинал был неизвестен до тех пор, пока не были проведены углубленные исследования, предшествовавшие его приобретению Лондонской национальной галереей. Картина была найдена в XIX веке в коллекции живописца Винченцо Камуччини. В описи 1850-х годов отмечено, что она была создана для Маддалены дельи Одди в Перудже, у наследников которой она была куплена французским дворянином в 1636 году и перевезена через Альпы. Предлагаемая датировка картины относит её к алтарю Одди, над которым Рафаэль работал в Перудже, прежде чем был поглощён заказами в Ватикане.
Однако в коллекции Камуччини находилось много копий и подделок. Тем не менее, в 1853 году начались переговоры о покупке картины с четвёртым герцогом Нортумберлендом. С тех пор это произведение хранится в замке Алник в Нортумберленде. Долгие годы картина считалась копией с утраченного оригинала Рафаэля. Только в 1991 году искусствоведение историк искусства Николас Пенни (с 2008 по 2015 год он был директором Лондонской национальной галереи) убедил учёный мир в том, что это оригинал. В последние годы, однако, появилось несколько публикаций, оспаривающих эту атрибуцию.
В 2004 году герцог Нортумберленд объявил о намерении продать картину. Национальная галерея на своём сайте и в средствах массовой информации забила тревогу: последний оставшийся в частных руках шедевр Рафаэля может покинуть страну. Благодаря призывам общественности и спонсорской помощи работники галереи договорились, что герцог уступит картину музею за 35 млн фунтов стерлингов. Картина была приобретена музеем в 2004 году. Чтобы частично окупить вложения, «Мадонну с гвоздиками» демонстрировали на выставках во многих городах Соединённого Королевства.

## Композиция, иконография и стиль
С точки зрения композиции «Мадонна» представляет собой вариацию «Мадонны Бенуа» Леонардо да Винчи. В комнате c левой стороны можно увидеть край балдахина кровати, символ девственности Марии, а окно позволяет любоваться пейзажем во фламандском стиле, представляющим собой ещё одну отсылку к Леонардо да Винчи: Мадонне Бенуа и Мадонне с гвоздикой.
Наиболее кардинально переосмыслена цветовая гамма. Фигуры помещены в тускло освещенном интерьере, где за арочным окном виднеется руина, символизирующая крушение языческого мира с рождением Христа. Мадонна и Mладенец держат в руках гвоздики. В католической иконографии цветок гвоздики имеет двойственный смысл. Это символ чистой любви и сострадания, ассоциирующийся с кровью, пролитой Христом. Цветок также означает мистическое единение Матери и Сына, Христа и Его Церкви.
Инфракрасная рефлектограмма показала существование подготовительного рисунка, полностью совместимого со стилем Рафаэля, с некоторыми хорошо узнаваемыми особенностями, такими как небольшие изгибы, используемые для обводки кистей рук, крючкообразные штрихи, обозначающие складки одежды, штриховка теневых участков, а также использование серебряного штифта — инструмента, часто используемого художником. Похоже также, что художник рисовал по картине от руки, возможно, используя картон или кальку только для общей схемы (от которой, правда, не заметно и следа). Другие изменения в ходе работы были обнаружены под микроскопом. Был также исследован состав пигментов, который оказался полностью совместимым с теми, которые использовались в Италии в эпоху Возрождения, включая серый висмут, который применяли почти исключительно в начале XVI века в центральной Италии.